# Дно (станція)
Дно — вузлова залізнична станція Октябрської залізниці, розташована в місті Дно (Псковська область) на перетині залізничних ліній Бологе — Псков і Санкт-Петербург — Вітебськ.

## Історія
Станція на лінії Бологе — Псков Московсько-Віндаво-Рибінської залізниці відкрита 1897 року. 1901 року з відкриттям дільниці Дно — Новосокольники стала вузловою.
1 березня 1917 року на станцію Дно прибув поїзд Миколи II. Імператор призначив тут зустріч Родзянку, проте той прибути не зміг, і поїзд рушив до Пскова, де 2 березня Микола підписав зречення від престолу.

## Підприємства та інфраструктура
Бологе-Псковський та Санкт-Петербург-Вітебський напрямки розташовані по різні боки станції, між ними стоїть безпосередньо вокзал. Лінія Бологе — Псков проходить із північного боку прямо, а Санкт-Петербург — Вітебськ перетинає Бологе — Псков шляхопроводом північніше станції. На захід від станції розташований обхідний з'їзд, що сполучає дільниці на Псков і Новосокольник та забезпечує транзитний рух вантажних і пасажирських поїздів без заїзду на станцію.

### Залізничний вокзал

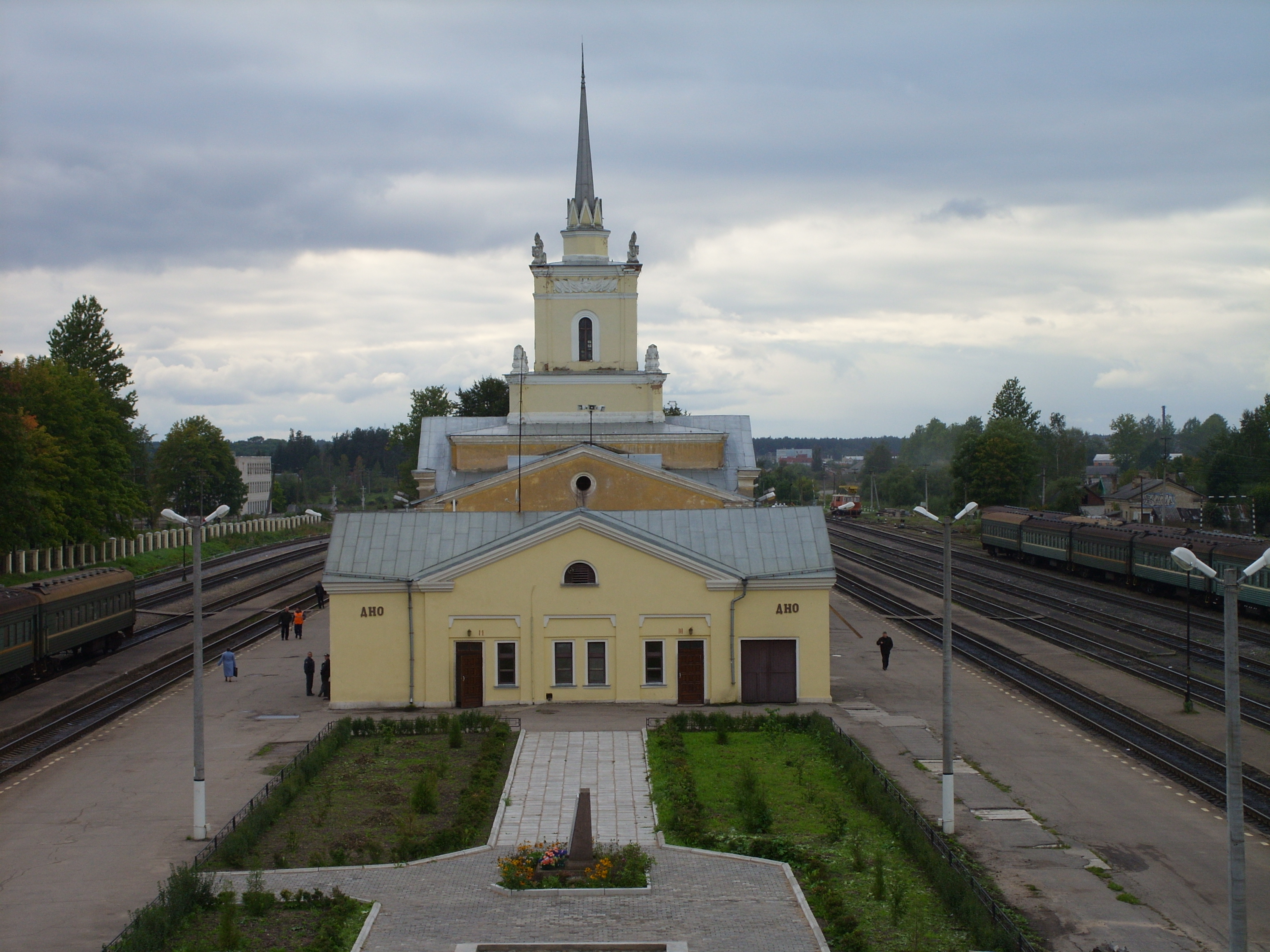
Вид на вокзал з торця

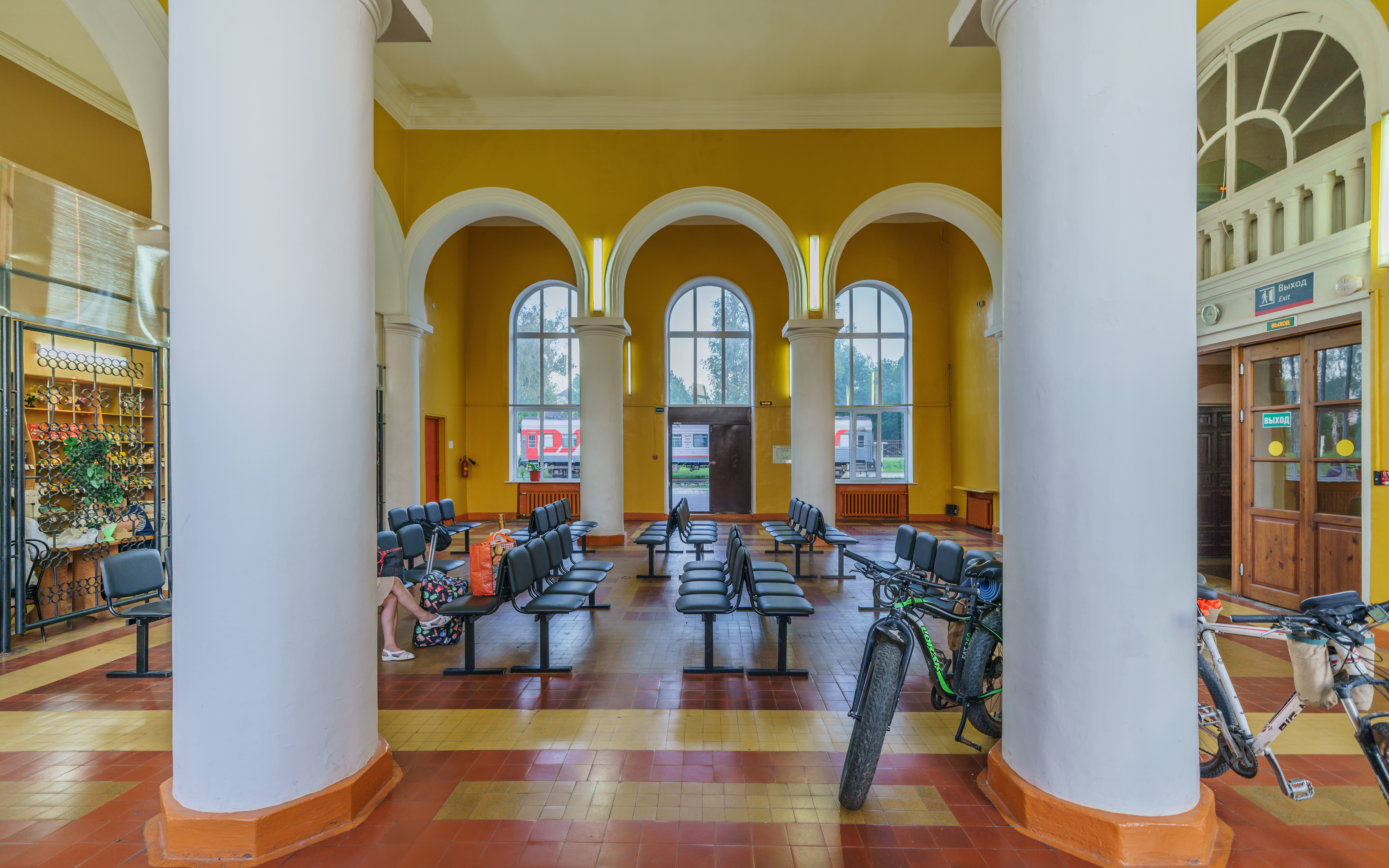
Інтер'єр вокзалу: зал очікування

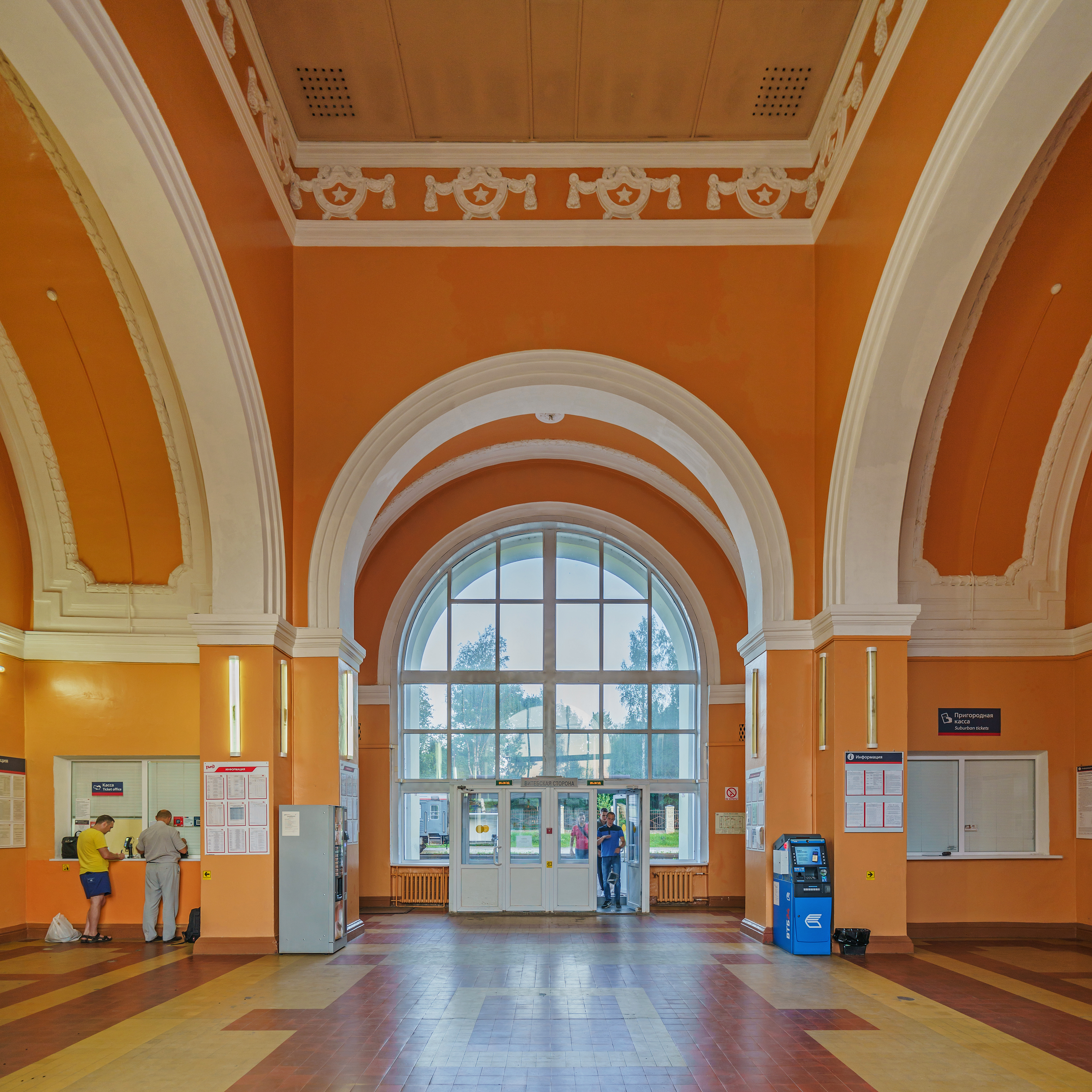
Інтер'єр вокзалу: касовий зал

Сучасний вокзал побудований у стилі сталінського ампіру в 1950-ті роки. У центрі вокзалу розташований зал очікування та каси. Фасади прорізані з двох сторін широкими арковими вікнами, будинок увінчаний вежею з високим шпилем. Ця вежа є символом міста Дно. Прольоти арок з'єднують основну частину вокзалу зі службовими приміщеннями.

## У культурі та мистецтві
У фільмі " У старих ритмах " на станції Дно група дівчат за дорученням начальника карного розшуку Ленінграда роздягнули італійського естрадного співака Макса Ланкастера.
У вірші С. Я. Маршака «Дама здавала в багаж»:
|                | Хватились на станции Дно Потеряно место одно. В испуге считают багаж Диван, чемодан, саквояж… |
| — Маршак С. Я. |                                                                                               |

У поемі Бориса Пастернака «Висока хвороба» станція згадується у зв'язку з безуспішними спробами поїзда імператора Миколи II проїхати до Петрограда в обхід захоплених повстанцями станцій:
|                   | Ах, если бы им мог попасться Путь, что на карты не попал. Но быстро таяли запасы Отмеченных на картах шпал. Они сорта перебирали Исщипанного полотна. Везде ручьи вдоль рельс играли, И будущность была мутна. Сужался круг, редели сосны, Два солнца встретились в окне. Одно всходило из-за Тосны, Другое заходило в Дне. |
| — Б. Л. Пастернак | |